# Grande Comore

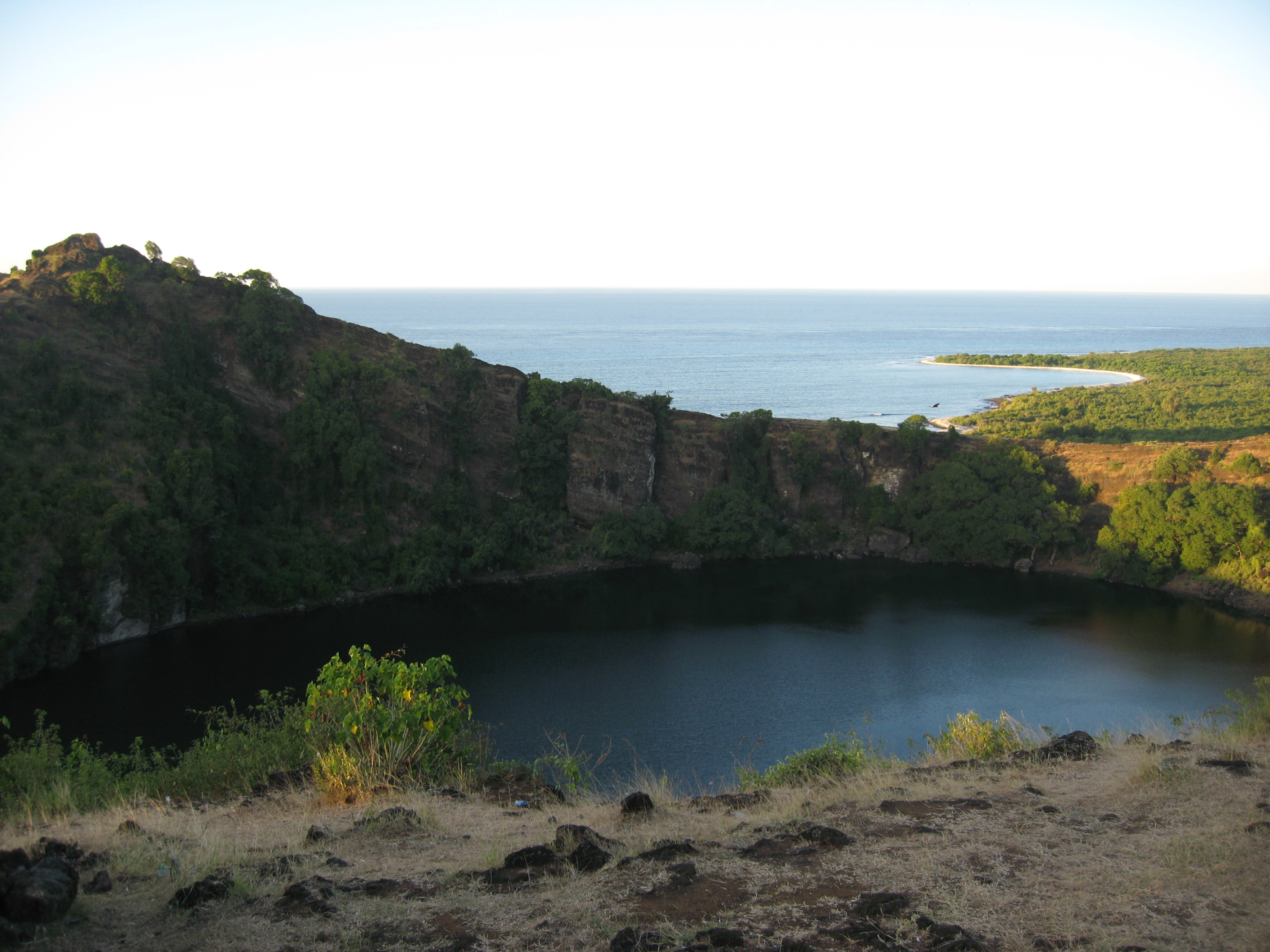
Das Wasser des Niamawi-Sees füllt einen alten Vulkankrater.

Grande Comore (komorisch Njazidja oder Ngazidja) ist die größte Insel der Komoren. Es handelt sich um eine Vulkaninsel.

## Geographie
Sie hat eine Fläche von 1012,9 km² und liegt rund 400 km östlich von Mosambik.
Grande Comore ist geologisch die jüngste Insel des Archipels. Sie wird von dem im Süden der Insel gelegenen aktiven Vulkan Karthala (2361 m) dominiert. Der Norden ist eine steinige Ebene (La Grille). Landwirtschaft ist dort auch wegen mangelnder Süßwasserquellen kaum möglich.
An den Meeresabhängen der Insel leben Quastenflosser, für die mit der Zone du Coelacanthe ein Meeresschutzgebiet angelegt wurde.

## Bevölkerung
Die rund 345.000 Einwohner der Insel sind Nachkommen arabischer, afrikanischer und madagassischer Einwanderer und sprechen eine dem Swahili verwandte Sprache, das Komorische (Shingazidja). Die größte Stadt der Insel (ca. 60.000 Einwohner) – und zugleich Hauptstadt der Komoren – ist Moroni an der Westküste.

## Geschichte
Als portugiesische Seefahrer die Insel 1505 erreichten, war sie in zwölf konkurrierende Sultanate gespalten, die jedoch ein gemeinsames Oberhaupt wählten. Dieses Amt des Sultan Tibé hatten im 19. Jahrhundert abwechselnd die Sultanate Bambao und Itsandra inne. Die Portugiesen hielten die Insel für fünf Jahre besetzt, mussten sich dann allerdings dem Widerstand der einheimischen Bevölkerung beugen und die Kolonie aufgeben. 
1864 und 1871 intervenierte Frankreich, das bereits 1844 einen ersten Militär- und Handelsposten errichtet hatte, militärisch in die internen Konflikte der Insel. Allmählich durchdrang es die Insel friedlich und wandelte es zu einer französischen Kolonie um; 1892 wurden die Sultanate aufgelöst.
Nach 1885 mauserte sich der Franzose Léon Humblot zum "Weißen Sultan" der Insel und baute sie zu einer Art Privatkönigreich aus, bis er von der Kolonialverwaltung 1896 abgesetzt wurde.